# Campeonato Sudamericano de Voleibol Masculino Sub-21 de 2002
El XVI Campeonato Sudamericano de Voleibol Masculino Sub-21 de 2002 fue un torneo de selecciones que se llevó a cabo en Pocos de Caldas, Brasil del 6 al 10 de agosto de 2002. El torneo fue organizado por la Confederación Sudamericana de Voleibol (CSV) y otorgó dos cupos para el Campeonato Mundial de Voleibol Masculino Sub-21 de 2003.

## Equipos participantes
En el encuentro participaron los siguientes países:
- Argentina
- Brasil
- Chile
- Colombia
- Paraguay
- Venezuela

## Campeón
| Brasil            |
| Campeón           |
| Brasil 13° título |

## Posiciones finales
| Pos | Equipo    |
| --- | --------- |
|     | Brasil    |
|     | Venezuela |
|     | Argentina |
| 4   | Chile     |
| 5   | Paraguay  |
| 6   | Colombia  |